# Liste de spots de surf
Pour les articles homonymes, voir Spot.
 (août 2020).
Si vous disposez d'ouvrages ou d'articles de référence ou si vous connaissez des sites web de qualité traitant du thème abordé ici, merci de compléter l'article en donnant les références utiles à sa vérifiabilité et en les liant à la section « Notes et références ».
Un spot de surf, un site de surf ou un site de pratique de surf est un endroit où des surfeurs pratiquent leur activité (spot est un mot anglais qui signifie « site », « endroit » ou « zone »).
Un spot est caractérisé par de nombreux éléments qui vont favoriser la formation d'une vague déferlante optimale pour la pratique de ce sport. Notamment l'orientation de la plage et son exposition à la houle, le sens de la déferlante s'il y en a un ainsi que la nature et la forme du fond qui influent sur la puissance et la forme des vagues en fonction de la houle.
On trouve alors différents type de spot comme les beach-break, les reef-break ou les shore-break pour ne citer qu'eux. Le sens et la direction du vent est également un facteur important dans le choix du spot.

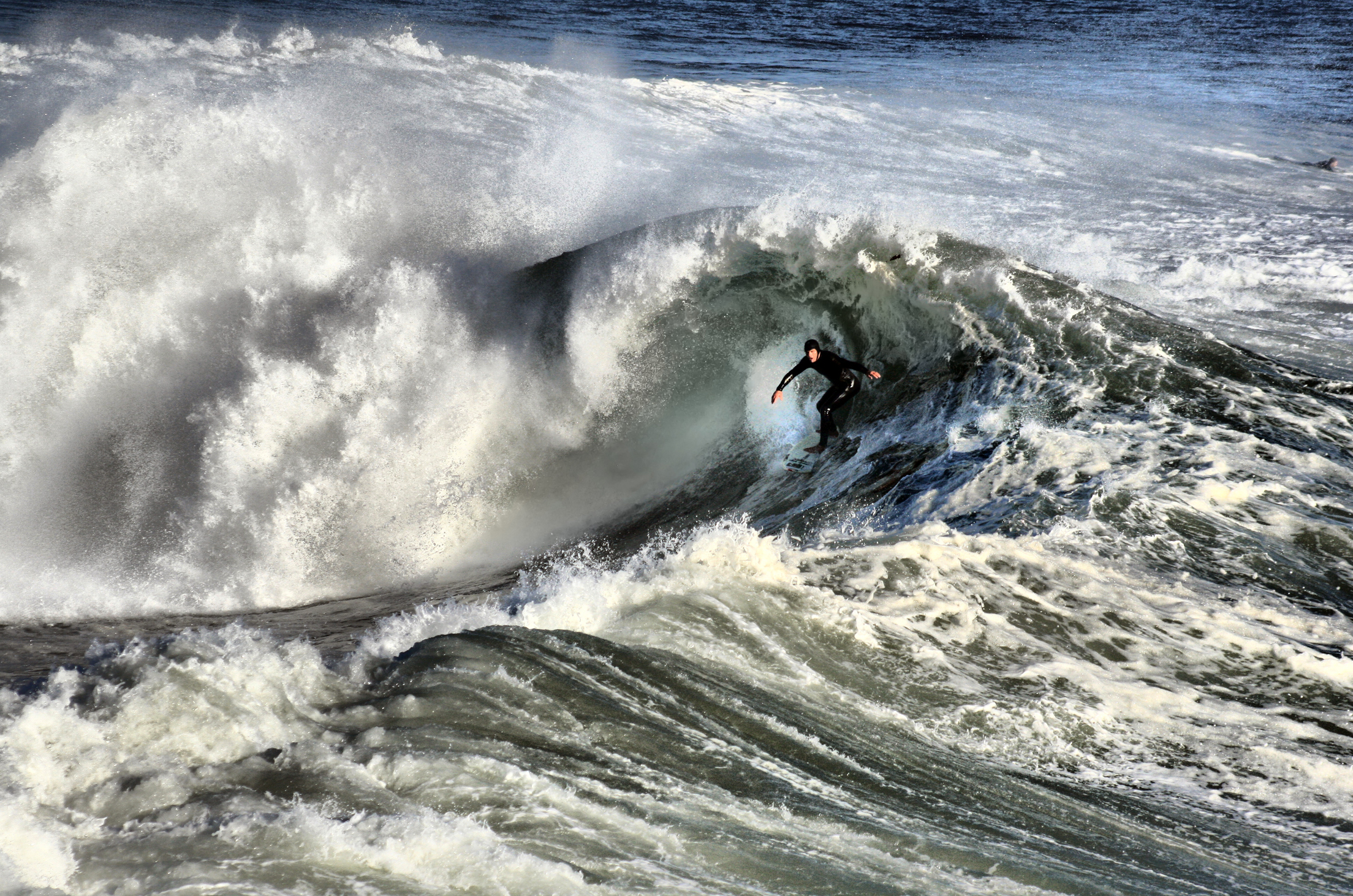
Un surfeur à Santa Cruz, en Californie. La côte du nord de la Californie est réputée pour ses spots de surf.

## Les spots de surf dans le monde

### Afrique
- J-bay
- Safi (Ras al fhaa)

#### La Réunion
- Boucan Canot
- Saint-Leu
- Trois-Bassins
- Saint-Pierre
- Les roches noires
- Les Aigrettes
- Plage de l'Ermitage
- Les Brisants
- La tortue
- L'Étang-Salé
- La Pointe du Diable
- La Jetée
- La Pointe
- Manapany

#### Îles Canaries
Souvent appelées les Hawaii de l'Europe par la qualité et le nombre des vagues mais aussi par la saison de Surf qui s'étend de fin septembre  à mi-mai avec un climat tempéré.
- Grande Canarie
  - El Fronton
- Tenerife
  - Nord
    - Punta de Hidalgo
    - Los Dos Hermanos
    - Bajamar
    - El Charco
    - Igueste
    - Fuera de la Bajeta
    - Almaciga
- Fuerteventura
  - Nord
    - Grandes Playas
- Lanzarote (la « Hawaii » de l'Atlantique)
  - El Quemao
  - La Santa
  - Caleta Caballo

#### Afrique du Sud
- Jeffreys Bay
- Cave Rock
- Saint Paul bay

#### Maroc
- Rabat : Kbiyar, plage des nations, contrebandiers, moune.
- Mehdia
- Taghazout / Agadir : Anchor Point, Banana village, Boilers, The Well, Killer Point, Panorama, kilomètre 11, 12 et 14
- Mirleft
- Tamri
- Pointe d'Imessouane
- Sidi Ifni
- Safi
- Rass el lafaa : région de Safi-Au port-Gauche
- Région du nord : Moulay Bousselaham.
- Azemmour : El Haouzia
- Casablanca : Ain Diab "23,18" Saada, Tahiti plage, Pepsi"face a McDo" très ancien spot.
- Plage Dahoumey : Entre Mohammedia et Rabat.
- Plage de Bouznika: Entre Mohamedia et Rabat. La pointe de Bouz (droite), L'inter (short break), la régie.
- Plage l'Oued Cherrat : Entre Mohammedia et Rabat.
- Plage d'Oubahaa : Juste après Mohammedia.
- Plage les Sablettes : Où a débuté Mikaël Picon.
- Essaouira
- Oualidia : Surf Camp, La grande et la petite.
- Dar Bouazza : Entre Casablanca et El Jadida. Sur la route de Darb : Scarabé, Spot en face du Palais Royal (interdit). La Bobine (une "gauche"), Itox (entre Chapeau chinois et la bobine), Chapeau Chinois, Parking, Jack Beach, l'Inter (entre Jack beach et plages privés) Atlantic, un peu plus loin sur la route de Jack Beach : Tamaris 2 (droite/gauche)
- Moulay Bousselham

#### Algérie
- Jijel, Bousfer, Decaplage, La grande plage, Cap Falcon, Annaba Beach, Noces du loup-AïnBarbar
- Alger = Ain-Taya (Plage Tamaris, Plage Déca-plage et Surcouf).

#### Sénégal
- Les spots les plus courus se trouvent autour de Dakar, qui bénéficie d'une exposition aux swells du nord et du sud :
  - Yoff;
  - Ngor (left et right) - ce spot est présenté dans The Endless Summer, film culte de surf sorti en 1966;
  - Almadies, Secret et Club Med;
  - Ouakam;

#### Côte d'Ivoire
- Assinie
- Bassam
- San-Pédro
- Grand-Bassam

#### Gabon
- Phare de N'Gombé
- Phare du Cap Lopez
- Palplanche
- Pont de Gué Gué
- La ferme aux crocos

#### Madagascar
- Lavanono
- Mahambo
- Anakao
- Tôlanaro

### Asie

#### Inde
- Goa : Vagator

#### Indonésie
- Bali et autres Petites Îles de la Sonde :
  - Bali : Uluwatu, Padang Padang, Impossible, Balangan, Bingin, Dreamland, Nusa Dua, Kuta beach, Changi, Medewi, Canggu
  - Lembongan : Shipwreck, Laceration, Playground
  - Lombok : Desert Point
  - île de Roti : Nembrala
  - Sumba
  - Sumbawa
- Java :
  - Banten et Java occidental: Panaitan (parc national d'Ujung Kulon), Deli
  - Java oriental : Grajagan ou G-Land (péninsule de Blambangan)
- Sumatra :
  - Aceh : Lampuuk
  - Îles Batu
  - Îles Hinako
  - Îles Mentawai
  - Nias
  - Îles Telo

#### Philippines
- "Cloud 9"

#### Sri Lanka
- arugam Bay
- Hikkaduwa
- Hiriketiya
- Weligama

#### Japon
- Préfecture de Chiba

### Amérique

#### États-Unis

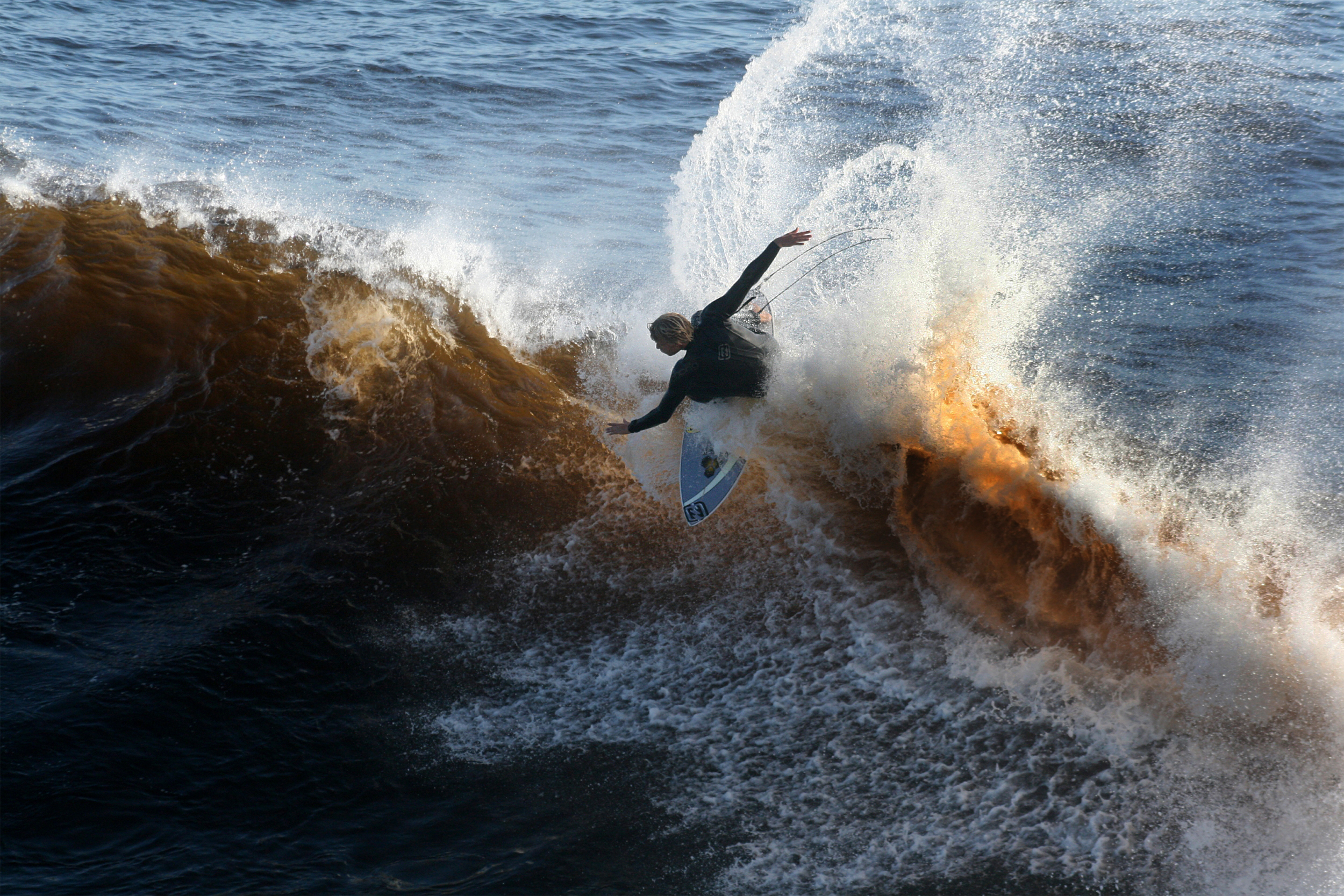
Surfeur à Santa Cruz

- Nombreuses plages au Nord de la Californie.
  - Mavericks: spot de grosses vagues
  - The Wedge

#### Canada
Principalement sur la côte ouest
- Colombie-Britannique

Fleuve Saint-Laurent
- Rapides de Lachine
- Habitat 67, Montréal, Québec
- Côte-nord, Surfshack spot
- Sept-Îles, Québec

#### Barbade
Principalement sur la côte ouest
- Bathsheba
- Soup Bowl a Bathsheba
- Pour plus de details The Barbados Surfing Association : www.bsasurf.org

#### Brésil
Le Brésil offre plusieurs milliers de kilomètres de côtes sur l'océan Atlantique, avec des sites surfables de plus ou moins grande qualité dans chaque région. Globalement le climat est favorable toute l'année dans le nord-est et la partie sud qui subit l'hiver de l'hémisphère sud abrite des spots d'envergure internationale également.
- Dans le Nordeste : Pipa (plage de Tibau do Sul), Porto de Galinhas, Maceió (Praia do Francês), Oliveça, Ilheus, Itacaré, Barra Grande (Peninsula de Maraú).
- Dans la région Sud-Est : Rio Saquarema, Arpoador, Pepino, Prainha, Grumari. Ubatuba (Itamambuca), Maresias.
- Dans le Sud: Florianópolis, Joaquina. Imbituba, Santa Monica, Torres.

#### Chili
- Arica
  - La périphérie d'Arica accueille plusieurs spots, notamment "El Buey" et "El Gringo"

#### Mexique
- Acapulco : plage dite du « revolcadero »
- Puerto Escondido

#### Pérou
- Chicama : plus longue vague du monde

#### Republique dominicaine
- Las Terrenas : Playa Bonita, Coson
- Haina

### Europe
Allemagne
- Munich, English Garten (Vague statique)

#### Belgique
- Région flamande
  - Blankenberge
  - Ostende
  - Knokke-Heist

#### France
- Le Pas-de-Calais
  - Wissant
- La Normandie
  - Hautot-sur-Mer : Pourville-sur-Mer
  - Étretat
  - Saint-Jouin-Bruneval
  - Siouville-Hague
- La Bretagne
  - Brest : Le petit minou, Dalbosc'h, Deolen, Trégana, Porsmilin [2]
  - Presqu'île de Crozon
  - Audierne
  - Pointe de la Torche
  - Guidel : La Falaise , Le Loch
  - Erdeven : Kerhilio, Kerminihy
  - Plouharnel : Sainte Barbe, La guérite, Mentor, Mané Gwen
  - Saint-Pierre-Quiberon : Penthièvre(spot de repli), Port Blanc, Port Rhu, Port Bara
  - Quiberon : Grande Plage
  - Belle-Île-en-Mer
  - Moguériec
  - Lannion
  - Cap Fréhel
  - Saint-Malo
  - Saint-Lunaire
  - Santec : Le Dossen, Mogueriec [3]
  - Lorient : Les kaolins, Anse De Kerguélen, Lines [4]
- La Loire-Atlantique
  - Batz-sur-Mer: La Govelle
  - Saint-Michel-Chef-Chef: Le Gohaud, La grande plage
  - Saint-Nazaire: La Courance
- La Vendée
  - Saint-Gilles-Croix-de-Vie
  - Brétignolles-sur-Mer : La Sauzaie, les Dunes 1 et 2, la Gachère
  - Olonne-sur-Mer : Sauveterre "historiquement interdit aux paddles selon une gloire locale"
  - Les Sables-d'Olonne: Grande Plage (chenal réservé au surf du 15 mai au 15 octobre, en totalité hors saison estivale), Tanchet, l'Aubraie
  - Château-d'Olonne : le Coin à Fred
  - Longeville-sur-Mer : Bud Bud
  - Jard-sur-Mer
  - La Tranche-sur-Mer : L'embarcadère, la Terrière Plage
- La Charente-Maritime
  - Royan : Pontaillac, La Coubre, Pointe Espagnole, La côte Sauvage
  - Ile de Ré : Spots de surf de l’île de Ré, le Lizay, le petit Bec, Diamond Head, Grignon, les Grenettes, Rivedoux
  - Ile d'Oléron : St Trojan, Les Boulassiers, Grand Village, Les Alassins, Les Huttes, Vert Bois
- La Gironde
  - Soulac
  - Montalivet
  - Hourtin
  - Carcans
  - Lacanau
  - Le Porge
  - Lège-Cap-Ferret : Plages du Truc Vert, de la Torchère et de l’Horizon au Cap-Ferret et du Grand Crohot à l'ouest du village de Lège.
- Les Landes
  - Biscarrosse
  - Mimizan
  - Contis
  - Lit-et-Mixe (cap de l'Homy)
  - Vielle-Saint-Girons
  - Moliets
  - Messanges
  - Vieux-Boucau-les-Bains
  - Soustons
  - Seignosse/Hossegor
  - Capbreton
  - Labenne
  - Tarnos
- Les Pyrénées-Atlantiques
  - Anglet
  - Biarritz
  - Bidart
  - Guéthary
  - Lafitenia
  - Saint-Jean-de-Luz
  - Hendaye
- Mer Méditerranée
  - Portiragnes Le Mirador

#### Irlande
Surtout sur la cote ouest
- Bundoran, Donegal Bay
- Keel Beach, Achill, County Mayo
- Lahinch, Co. Clare
- Spanish Point, Co. Clare
- Mullaghmore head (spot de big wave riding, ou « surf de grosses vagues »).

#### Portugal
- Supertubos (Peniche),
- Ribeira d'ilhas (Ericeira),
- Caparica,
- Guincho (Lisbonne),
- Carrapateira,
- Sagres
- Nazaré (spot de grosses vagues)
- Viana do Castelo
- Figueira da Foz
- Estoril
- Playa do Norte

#### Espagne
Surtout dans le nord avec le Pays basque, la Cantabrie et la Galice
- San Sebastian playa de la Zurriola
- Zarautz
- Getaria
- Zumaia
- Bakio
- Meñakoz
- Mundaka
- Plentzia
- Sopela

#### Pays-Bas
- Frise
  - Vlieland
- Hollande-Méridionale
  - Schéveningue
- Hollande-Septentrionale
  - Texel
- La Zélande
  - Dombourg
  - Kamperland

#### Suisse
- Alaïa Bay[5]

### Océanie

#### Hawaï
- North Shore (le long de Kamehameha Highway) : Banzai Pipeline / Backdoor, Haleiwa, Sunset, Off the Wall
- Jaws
- Waimea Bay
- Maui : Honolua Bay

#### Australie
- Newcastle en Nouvelle-Galles du Sud où se tient chaque année le Surfest
- Gold Coast en particulier Surfer's Paradise.
- Bells Beach dans le Victoria
- Les plages d'océan de Sydney, en particulier Bondi Beach et Manly.
- Cyclops pres d'Esperance (Australie-Occidentale)
- Shipstern Bluff en Tasmanie
- shark island a Sydney
- the box
- Byron Bay
- Lennox Head

#### Nouvelle-Zélande
- Manu Bay et Whale Bay
- Raglan
- indicators
- "Mount Mounganui"

#### Tahiti
- Teahupoo
- Papenoo
- Papara
- taapuna
- faaone
- pueu
- vaihiia
- teava iti(private spot)
- teava ino
- vairao
- mitirapa
- paea
- Pointe Vénus
- Sapinus/Pointe des pêcheurs
- Sunset
- Port de Papeete
- Maraa (G et D)

#### Nouvelle-Calédonie
- La Passe de Mato
- Passe de Dumbéa
- Fausse passe 2
- Secret Spot
- Snorky
- Gouaro (Roche Percée)